# Rinze Eto
Rinze Eto (conosciuto in Italia come Ronnie Lupescu) è un personaggio dell'anime e manga Batticuore notturno - Ransie la strega. Personaggio minore nella prima parte della serie, diventa protagonista nella seconda parte della storia presente nel fumetto.

## Personaggio
Rinze è il fratello minore di Ranze e nella prima serie appare come un bambino generoso, molto coraggioso e maturo per la sua età ed inseparabile dal pappagallo Peck. Durante la prima serie conoscerà la piccola Narumi Ichihashi, destinata a diventare la sua fidanzata nella seconda serie della storia. Durante questo periodo Rinze s'iscriverà (con grande orrore del padre) alla scuola cattolica frequentata da Narumi.
Nella seconda parte della storia, Rinze (ormai quindicenne) si troverà implicato in molte situazioni difficili. Prima di tutto dovrà cercare di proteggere il segreto della sua famiglia dopo che un fotografo l'ha ripreso mentre usava i suoi poteri, dalla stampa e da uno scienziato malvagio che ha intenzione di utilizzare le persone dotate di poteri paranormali per dominare il mondo. Purtroppo il segreto degli Eto sarà scoperto e loro dovranno fare ritorno nel mondo magico per un po', in seguito Aron (fratello del marito di Ranze Shun e re del mondo magico) concederà a Rinze e alla sua famiglia di far ritorno sulla Terra, ed il ragazzo potrà riabbracciare Narumi.
Sulla Terra, però, Rinze e Narumi si troveranno impegnati ad aiutare il loro amico Tipple (principe del mondo delle fate) a combattere il perfido Dusa, usurpatore del regno. Durante una battaglia, Rinze subirà un incantesimo che (pur aumentandone i poteri magici) gli farà dimenticare i suoi sentimenti per Narumi. Fortunatamente Rinze riuscirà a ricordare ed aiuterà Narumi, Tipple e Mana (figlia adottiva della matrigna di Narumi e cugina di Tipple, quindi fata anch'essa) a sconfiggere Dusa e a liberare le fate imprigionate.
Nella terza parte, Rinze (diventato ormai maestro elementare) riuscirà a convolare a giuste nozze con Narumi, dopo averle salvato la vita grazie ad un piccolo aiuto della nipote Aira (figlia di Ranze), rinunciando però alla sua natura magica. Dal suo matrimonio nasceranno due bambini: Hyu e Chiki.
Nel capitolo speciale pubblicato nel volume conclusivo della serie (dal titolo Nei pressi di una stella) dedicato alla famiglia Eto, Rinze recupera la sua natura magica grazie ai ciondoli di Aira e del suo fidanzato Kairi, mentre Narumi (che nella seconda serie aveva ottenuto poteri speciali, pur rimanendo umana) e i suoi figli saranno trasformati in abitanti del mondo magico.

## Poteri
Rinze sviluppa per la prima volta i suoi poteri nel volume quattro del manga, quando si trasforma in lupacchiotto per salvare la sorella che sta per essere investita. Sempre in quest'occasione si scoprirà che la formula che lo fa tornare umano è Grattagratta Baubau. Come lupo mannaro, Rinze possiede inoltre il potere di emettere un potente ululato anche in forma umana, mettendo così in difficoltà i nemici e più avanti sarà anche in grado di teletrasportarsi. Come abitante del mondo magico, Rinze ha una vita più lunga dei normali esseri umani e in età adulta il suo aspetto esteriore può apparire solo su pellicole e foto provenienti dalla sua dimensione d'origine.
Dopo la sua rinascita, Rinze diventerà uno dei personaggi più potenti della serie, sviluppando così grandi poteri psichici che in un primo momento non riuscirà a controllare (ossia quando dimentica i suoi sentimenti per Narumi). Tali poteri gli consentiranno di distorcere lo spazio-tempo e di recarsi nel mondo delle fate per salvare Narumi e Coco, rapite da Dusa.